# Villogorgia teretiflora
Villogorgia teretiflora is een zachte koraalsoort uit de familie Plexauridae. De koraalsoort komt uit het geslacht Villogorgia. Villogorgia teretiflora werd in 1931 voor het eerst wetenschappelijk beschreven door Aurivillius. 